# Botafogo (Rio de Janeiro)
Botafogo is een buurt in de stad Rio de Janeiro, Brazilië. 

## Geschiedenis
Botafogo heeft zijn naam van João Pereira de Sousa, bijnaam Botafogo, die het landgoed gekocht had in 1590 van Antônio Francisco Velho.  João "Botafogo" was de chef van de artillerie van het galjoen Botafogo.  De letterlijke vertaling van Botafogo is "steek het vuur aan" (een verwijzing naar de artillerie van het galjoen Botafogo).

## Geografie
De aangrenzende buurten zijn Copacabana, Cosme Velho, Flamengo, Humaitá, Lagoa, Laranjeiras, Leme, Santa Teresa en Urca.
Botafogo is gesitueerd tussen de heuvels Babilônia (238 m), Dona Marta (364 m), Mundo Novo (122 m), São João (242 m) en Saudade (244 m). Tegen de heuvel van Dona Marta ligt de favela Santa Marta.

### Beschermde gebieden
- Área de Proteção Ambiental do Bairro Peixoto, de heuvel Saudade
- Área de Proteção Ambiental do Morro da Babilônia, de heuvel Babilônia
- Área de Proteção Ambiental do Morro de São João, de heuvel São João

## Politiek
- Palácio da Cidade, het stadhuis en werkplek van de burgemeester van Rio de Janeiro

## Cultuur
- São Clemente, sambaschool

### Bezienswaardigheden
- De jachthaven, Iate Clube do Rio de Janeiro[1]
- Het strand Praia de Botafogo
- Fundação Casa de Rui Barbosa, museum
- Espaço Michael Jackson, plein in de favela Santa Marta met een standbeeld van Michael Jackson
- Monumento Memorial às Vítimas do Holocausto, monument voor de slachtoffers van de Holocaust op de heuvel Morro do Pasmado (64 m)
- De begraafplaats Cemitério de São João Batista waar o.a. 8 presidenten, bossanova-componist Tom Jobim en filmster Carmen Miranda liggen begraven

## Educatie
- Universidade Santa Ursula, particuliere universiteit
- Federale Universiteit van Rio de Janeiro (UFRJ)
  - Instituto De Neurologia Deolindo Couto

## Verkeer en vervoer

### Metro
| Station                  | Lijn |
| ------------------------ | ---- |
| Station Estação Botafogo |      |

## Galerij

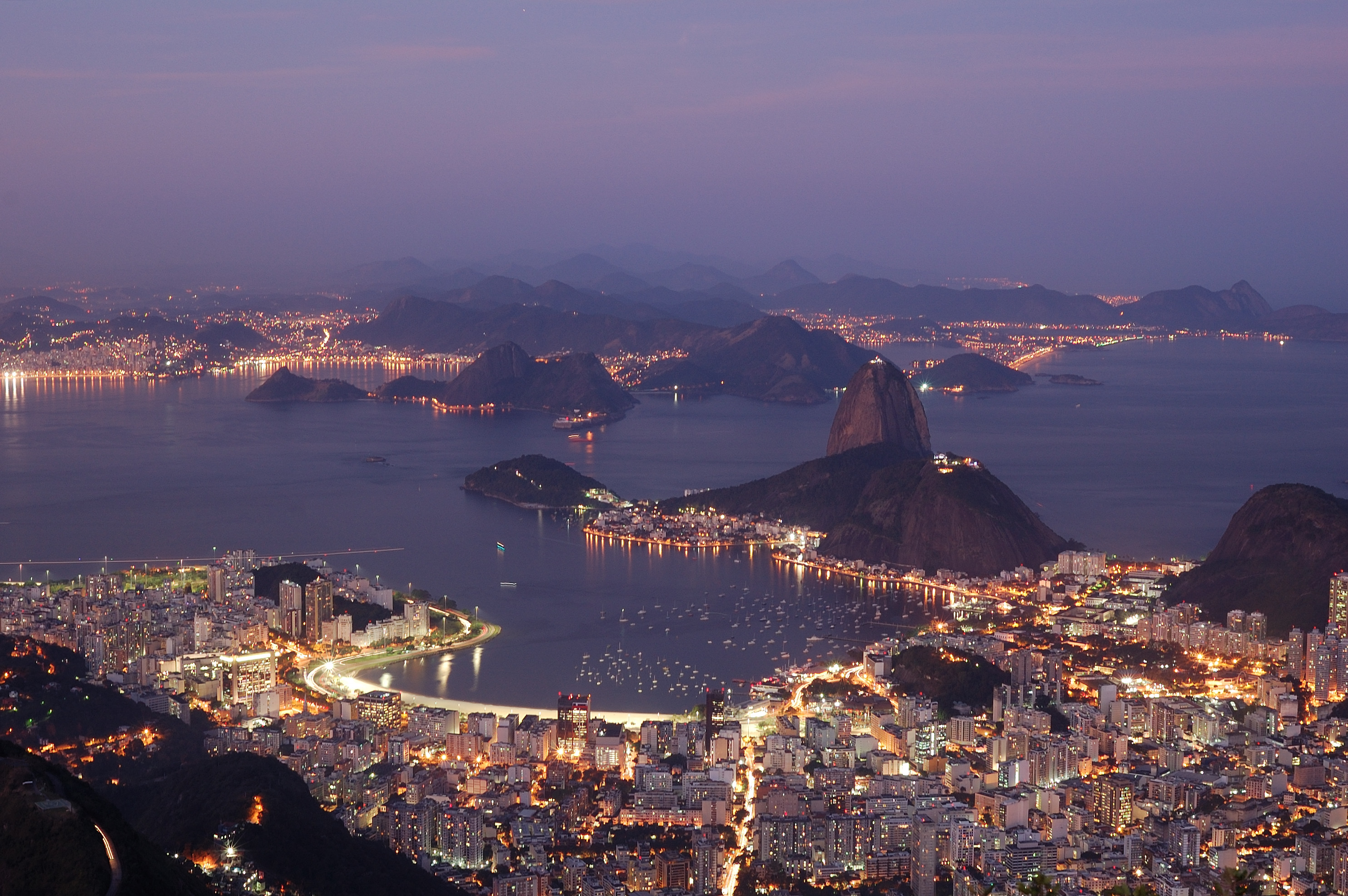
Botafogo bij nacht
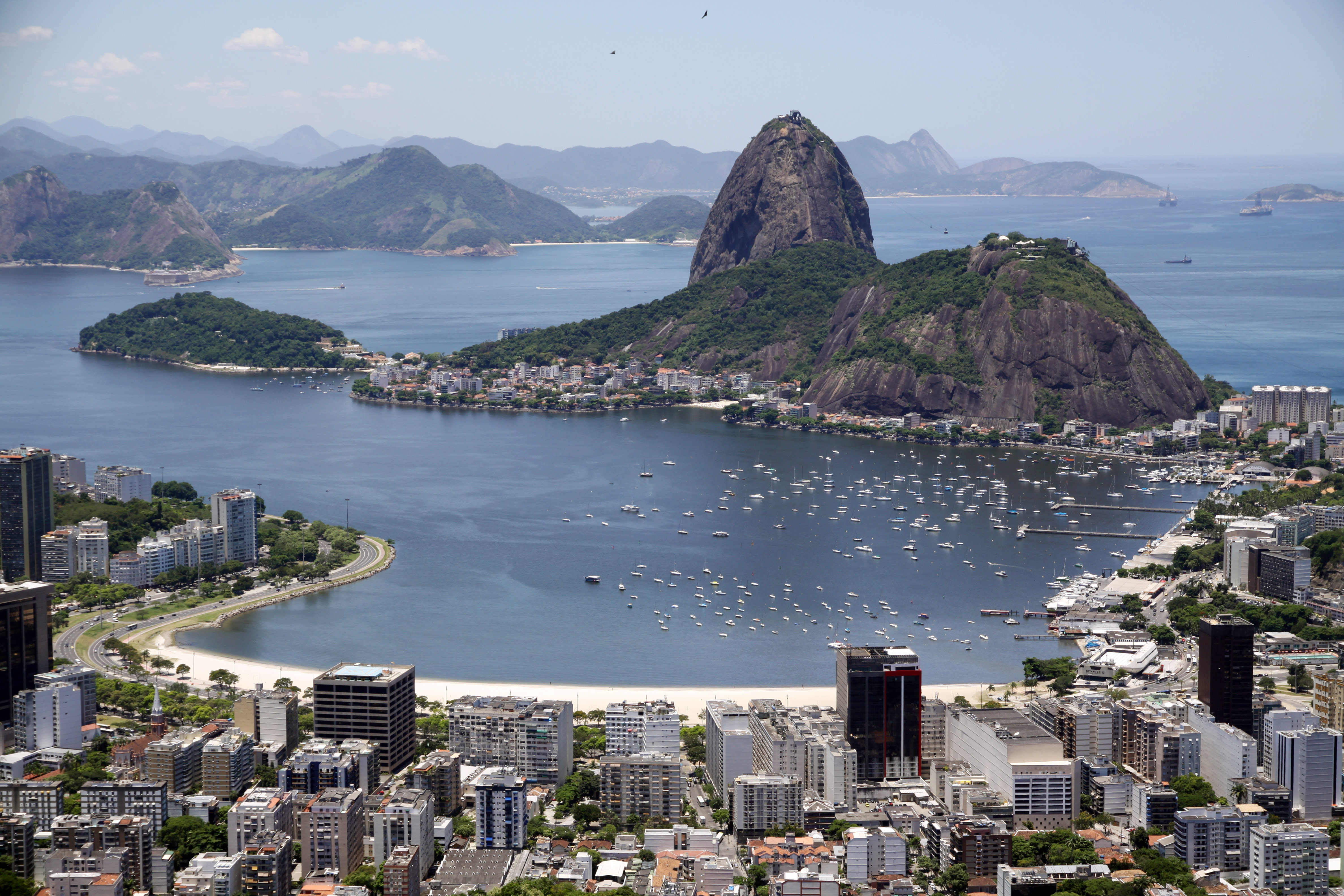
De inham van Botafogo en de heuvels Pão de Açúcar en Urca
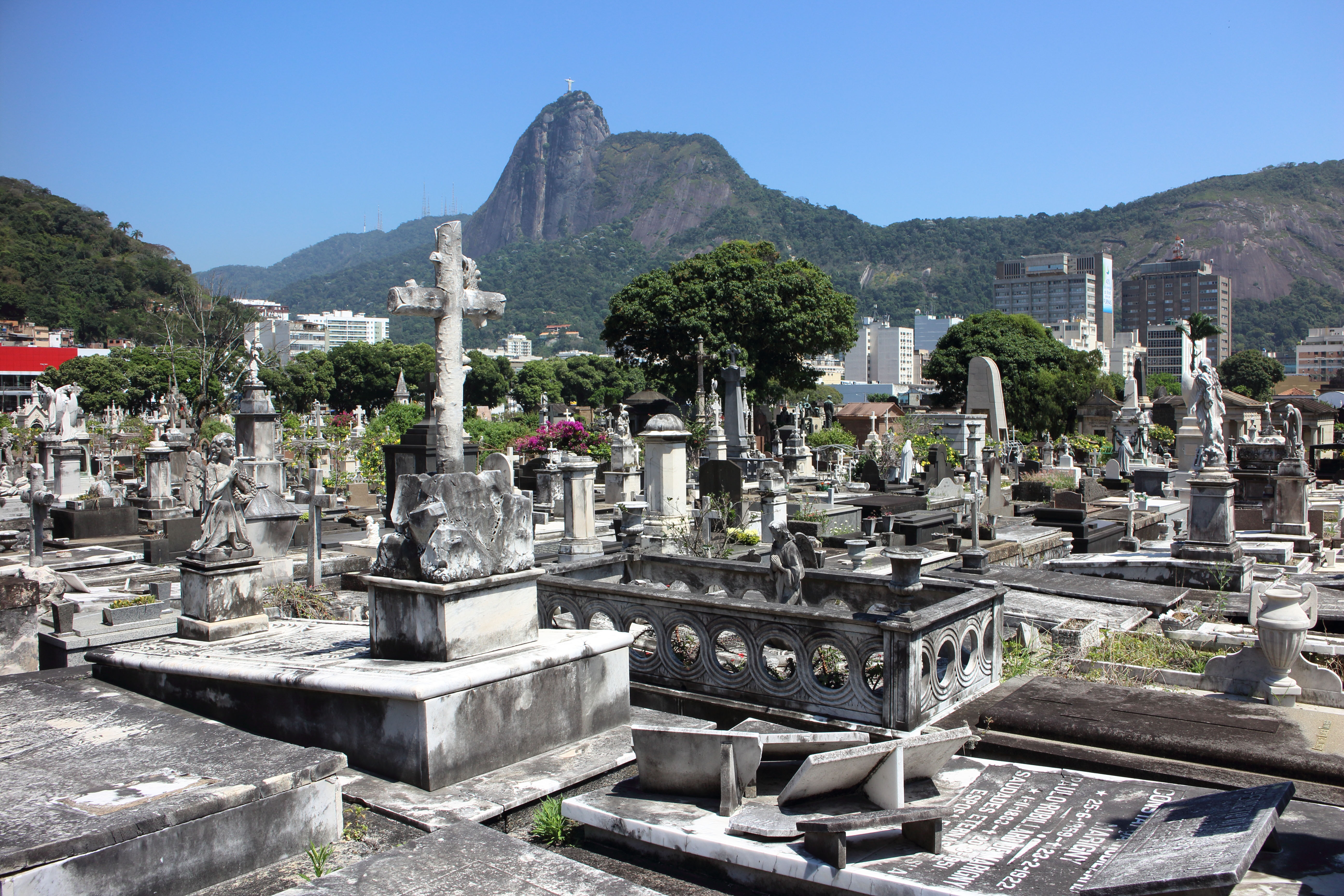
De begraafplaats Cemitério de São João Batista